# 老亨利·摩根索
老亨利·摩根索（英語： 1856年4月26日—1946年11月25日），美国律师、商人。

## 生平
第一次世界大战期间任美国驻奥斯曼帝国大使，曾为亚美尼亚种族大屠杀作证。儿子为美国政治家，美国财政部长小亨利·摩根索。